# Liste der Naturdenkmale in Kandel (Pfalz)
Die Liste der Naturdenkmale in Kandel nennt die im Gemeindegebiet von Kandel ausgewiesenen Naturdenkmale (Stand 17. April 2013).

## Naturdenkmale
| Nr.         | Bezeichnung               | Lage                                            | Beschreibung                              | Bild            |
| ----------- | ------------------------- | ----------------------------------------------- | ----------------------------------------- | --------------- |
| ND-7334-214 | Mehrstämmige Rosskastanie | Marktstraße, bei Nr. 53 Lage                    | Aesculus hippocastanum, um 1900 gepflanzt | Fotos hochladen |
| ND-7334-222 | Eiche im Oberbusch        | südwestlich der Stadt; Abteilung Oberbusch Lage | Quercus robur, um 1870 gekeimt            | Fotos hochladen |